# Vom großen Abendmahl
Das von Jesus von Nazaret erzählte Gleichnis Vom Hochzeitsfest hat Gottes Einladung an die Menschen zum Thema. Es wird in den Evangelien im Neuen Testament der Bibel durch das Evangelium nach Lukas (Lk 14,15–24 ) sowie durch das Evangelium nach Matthäus (Mt 22,1–14 ) überliefert. Eine Variante des Gleichnisses ist auch im nichtkanonischen Thomasevangelium in Spruch 64 zu finden.

## Inhalt
Ein Mann (im Matthäus-Evangelium ein König) schickt seine Knechte, um Gäste zum Hochzeitsfest seines Sohnes in sein Haus einzuladen. Keiner der Gäste hat jedoch Zeit. Einer muss einen neugekauften Acker besehen, ein anderer ein neugekauftes Joch eines Ochsen und ein dritter hat gerade eben erst geheiratet.
Wieder sandte er andere Bedienstete aus und sprach: 'Sagt den Geladenen: „Ich habe mein Essen zubereitet, meine Stiere und Masttiere sind geschlachtet, alles ist bereit! Kommt zum Hochzeitsfest!“'
Im Matthäus-Evangelium ergriff und beleidigte man seine Diener und tötete sie. Das erzürnte den König. Seine Soldaten brachten jene Mörder um und verbrannten ihre Stadt. Nun schickt der Mann seine Knechte los, um alle Armen, Krüppel, Lahmen und Blinden einzuladen.
So wird sein Haus voll.

## Der Gast ohne Hochzeitskleid
Bei Matthäus ist an das Ende des Gleichnisses noch das Gleichnis vom Gast ohne Hochzeitskleid eingeschlossen. Dabei sieht der König einen Gast, der nicht dem hochzeitlichen Anlass gemäß gekleidet ist und fragt ihn nach dem Grund dafür.
Als dieser keine Antwort geben kann, lässt er ihn hinauswerfen, „denn viele sind berufen, aber wenige sind auserwählt“ (Vers 14).
Dieser Abschnitt ist als Warnung an das neutestamentliche Gottesvolk zu verstehen, da dieses vom Gericht Gottes nicht ausgenommen sein wird. Auch in der christlichen Gemeinde kommt Gutes und Böses vor. Das Gleichnis vom Gast ohne Hochzeitskleid mahnt, sich durch Glaube und Umkehr der Berufung gemäß zu verhalten.

## Deutung
Das Gleichnis wird eingeleitet mit der Aussage eines Nebenmannes: „Selig ist, der das Brot isst im Reich Gottes.“ Daraufhin erzählt Jesus das Gleichnis vom großen Abendmahl. Durch dieses Bezugnehmen wird deutlich, dass es sich in der Geschichte nicht um ein bloßes Abendmahl handelt, sondern das Abendmahl symbolisch für das Reich Gottes steht, in das die Menschen eingeladen sind.

## Liturgische Verwendung
In der klassischen Perikopenordnung der Westkirche (und bis heute in der Lesordnung der EKD) wird das Gleichnis am 2. Sonntag nach Trinitatis als Evangelium gelesen und gibt dem Sonntag sein charakteristisches Thema. Johann Sebastian Bach schuf als Meditation dazu die Kantaten Die Himmel erzählen die Ehre Gottes sowie Ach Gott, vom Himmel sieh darein.

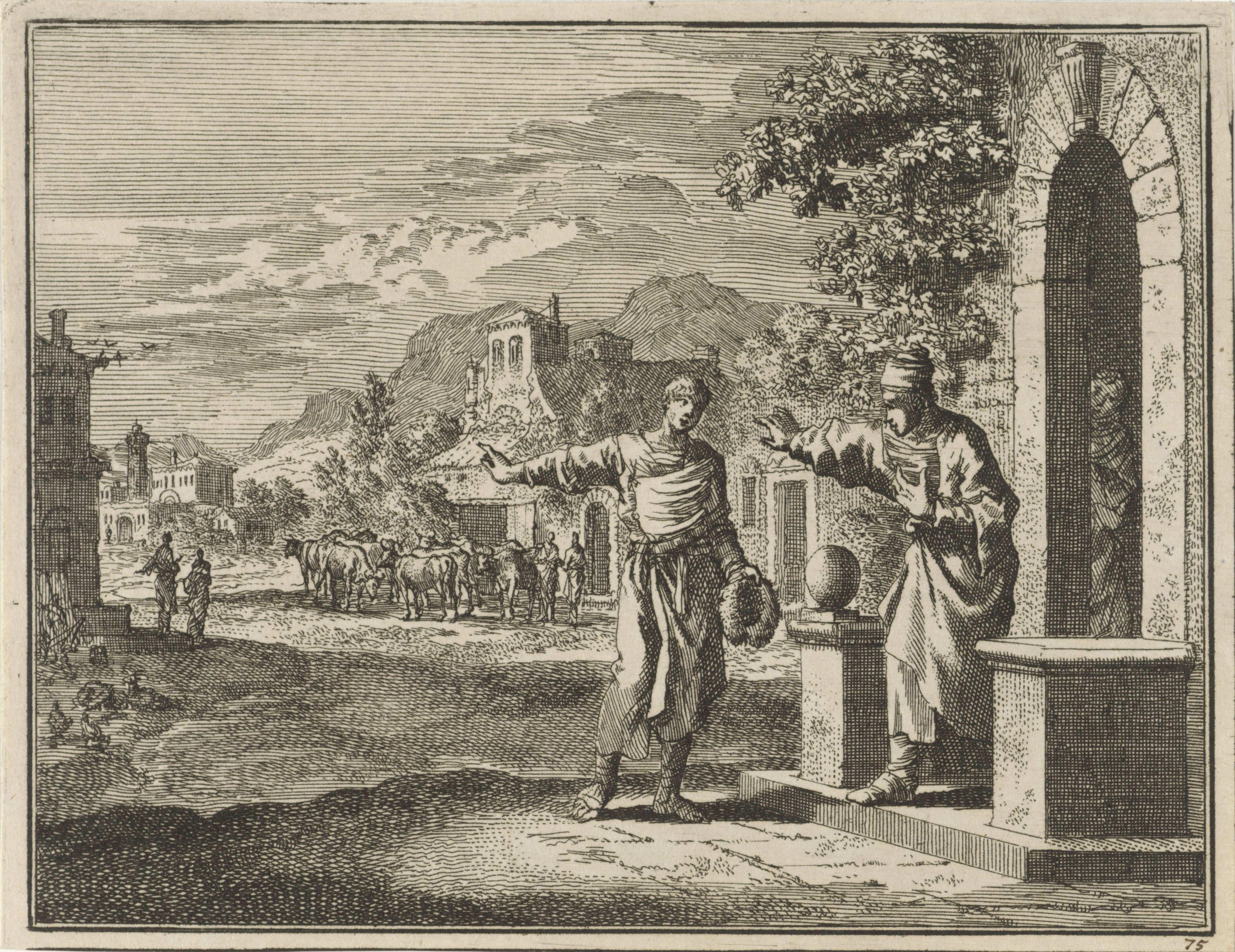
Jan Luyken: Die Einladung.

## Künstlerische Rezeption
Das Gleichnis wurde in Gemälden von Künstlern wie Bernardo Cavallino, Jan Luyken oder John Everett Millais rezipiert.